# Kristyn Swaffer
Kristyn Swaffer (* 13. Dezember 1975 in Adelaide) ist eine ehemalige australische Fußballspielerin.

## Karriere
Kristyn Swaffer wurde am 13. Dezember 1975 in Adelaide, der Hauptstadt des australischen Bundesstaates South Australia, geboren. Bereits in ihrer Kindheit und Jugend war sie als Fußballspielerin aktiv und wurde als solche im Jahre 1990 ins All Australian Schoolgirls Team Football (Soccer) gewählt. Außerdem gehörte sie in diesem Jahr auch dem All Australian Schoolgirls Touring Team Football (Soccer) an. Nicht nur als Schoolgirl vertrat Swaffer ihr Heimatland, auch für die U-16-Mannschaft Australiens kam sie zum Einsatz. Auf Vereinsebene trat sie unter anderem für Cumberland, Sturt Marion, das South Australia Sports Institute oder Canberra Eclipse in Erscheinung. Im Jahre 1996 debütierte die damals 20-Jährige, die zu diesem Zeitpunkt gerade am South Australia Sports Institute aktiv war und dieses in der Women’s National Soccer League (WNSL) vertrat, für die australische A-Nationalmannschaft der Frauen. Mit ihrem Heimatland nahm sie unter anderem an der Weltmeisterschaft 1999 in den Vereinigten Staaten teil. Australien scheiterte an dieser Endrunde jedoch, wie bereits vier Jahre zuvor, abermals bereits in der Gruppenphase und beendete das Turnier frühzeitig mit dem Ausscheiden als Dritter der Gruppe D.
Für die Matildas, so der Spitzname des Teams, absolvierte sie bis 2003 30 Länderspiele und erzielte dabei einen Treffer. Nachdem sie drei Tage zuvor beim 2:0-Sieg über Mexiko noch als Ersatzspielerin zu wenig Einsatzminuten gekommen war, absolvierte sie am 1. Februar 2003 bei der 1:3-Niederlage gegen Schweden das letzte Länderspiel ihrer Karriere. Mit dieser Niederlage belegten die Australierinnen hinter den Schwedinnen den zweiten Platz im Australia Cup. Zum Zeitpunkt ihres Ausscheidens aus der Nationalmannschaft spielte Swaffer gerade für Canberra Eclipse in der WNSL. Als im Jahre 2008 die australische W-League an den Start ging und die hierfür etablierte Frauenfußballabteilung von Adelaide United daran teilnahm, vertrat Swaffer ihre Geburtsstadt bis 2009 in der nunmehr höchsten Spielklasse im australischen Frauenfußball. Dabei kam die als Vize-Mannschaftskapitänin fungierende Swaffer auf eine Bilanz von zehn Meisterschaftseinsätzen sowie einem Treffer. Diesen erzielte sie am 27. Dezember 2008 bei einer 2:3-Auswärtsniederlage gegen den Sydney FC.
Danach zog sie sich als Aktive weitgehend aus dem Sport zurück und tritt heute nur noch auf Amateur- bzw. Semiprofiebene für Cumberland United in den National Premier Leagues in Erscheinung.  Heute kommt sie noch des Öfteren zu Schulen oder Jugendfußballmannschaften und spricht dort über Fußball und ihre Karriere.
Zu ihren individuelle Erfolgen als Aktive zählen die fünfmalige Wahl zum SAWSA Player of the Year, die viermalige Wahl zum Club Best Player, die zweimalige Wahl zum Top SAWSA Goal Scorer, die dreimalige Wahl zum Top Club Goal Scorer, die zweimalige Wahl zum Club Players Player of the Year oder die Wahlen zum konsequentesten SAWSA State Player 1995 und ins Best Player State Team 1996.
Im Jahre 2011 erfolgte ihre Wahl in die HALL OF CHAMPIONS as a member for OUTSTANDING PERFORMANCE, was gleichzeitig die Wahl in die Hall of Fame der Football Federation South Australia bedeutete. Ein Jahr davor übernahm Swaffer, die auch in der W-League kurzzeitig als Assistenztrainerin agierte, die Auswahlmannschaft der Frauen von South Australia.